# Platysenta otiosa
Platysenta otiosa là một loài bướm đêm trong họ Noctuidae.